# أنطونيو ريكو
أنطونيو ريكو (بالإسبانية: Antonio Rico)‏ هو لاعب شطرنج إسباني، ولد في 26 فبراير 1908 في تينيو في إسبانيا، وتوفي في 16 ديسمبر 1988.